# Leuchtturm Podersdorf
Der Leuchtturm Podersdorf am Ostufer des Neusiedler Sees in Podersdorf am See ist einer der wenigen Leuchttürme in der Republik Österreich. Er ist gleichzeitig einer der südlichsten Leuchttürme im ganzen deutschsprachigen Raum.

## Lage und Beschreibung
Der Leuchtturm befindet sich am westlichen Ortsrand beim kleinen Hafen der Marktgemeinde Podersdorf (Bezirk Neusiedl am See), die im Osten des Burgenlandes im Seewinkel liegt. Er hat eine Höhe von etwa zwölf Metern, die ausreicht, um ihn in der ebenen Landschaft des Neusiedler Beckens weithin sehen zu können. Er stellt sowohl ein optisches Seezeichen als auch für die Gemeinde eine Landmarke dar. Der Turm wurde aus Metallsegmenten errichtet und besitzt einen rot-weißen Anstrich. Er wurde im Zuge der Umgestaltung des Strandbades von Podersdorf Ende der 1990er Jahre errichtet und befindet sich auf einem in den See hinausführenden Steg. Das ihn beidseitig umgebende und seinerzeit neu gestaltete Strandbad besitzt einen der wenigen schilffreien Zugänge zum Neusiedler See mit einem Sandstrand.
|  | Der Turm dient nur bedingt der Navigation der Schifffahrt auf dem Neusiedler See. Er wurde vielmehr als Orientierungspunkt und für Sturmwarnungen für die Wassersportler errichtet und ist daneben heute ein Touristenanziehungspunkt und eine der Sehenswürdigkeiten in Podersdorf am See. Nicht zuletzt durch etliche (überwiegend romantische) Aufnahmen aus der Fernsehserie Der Winzerkönig (ORF und ARD) ist er einem weiten Publikum bekannt. |

## Briefmarken
Im Mai 2021 brachte Österreichische Post im Zuge der Serie „Sehenswürdigkeiten in Österreich“ Marken Edition 4 eine 4er-Marke mit Abbildungen des Martinsturms in Vorarlberg, dem Leuchtturm Podersdorf im Burgenland, dem Schloss Schönbühel in Niederösterreich und der Burg Strechau in der Steiermark heraus.
Im Oktober 2021 brachte die Österreichische Post zu gegebenem Anlass die Sonderbriefmarke „100 Jahre Burgenland“ heraus. Die Auflage bestand aus 120.000 Marken in Bögen zu 50 Stück mit einem Nennwert von jeweils 2,10 Euro. Die Sondermarke „100 Jahre Burgenland“ zeigt ein Storchennest, ein Glas Rotwein und den Leuchtturm von Podersdorf am Neusiedler See. Rechts oben befindet sich das Landeswappen, im Hintergrund der Umriss des Burgenlands mit den Namen „Gradišće“ und „Őrvidék“, die burgenlandkroatische bzw. ungarische Bezeichnung für das Burgenland. Die Gestaltung wird von landestypischen Symbolen umrahmt und erinnert an die historische Eingliederung des Burgenlands in die Republik Österreich im Jahr 1921. Für den Grafikentwurf verantwortlich zeigte sich die Grafikerin Anita Kern; gedruckt wurden die Marken bei Joh. Enschedé in den Niederlanden.
Im Mai 2025 brachte die Österreichische Post in der Serie „Österreichische Sehenswürdigkeit“ mit einer Einzelmarkenauflage von 350.000 Stück und einer Rollenauflage von 1.750 Stück eine künstlerisch gestaltete Briefmarke mit dem Motiv des Leuchtturm mit einer Nominale von 3,10 Euro heraus.